# Vajacki marš
Vajacki marš (dt. Soldatenmarsch, alternativer Titel Komm, lass uns schreiten in geschlossenen Reihen) war die Nationalhymne der kurzlebigen Weißrussisches Volksrepublik (BNR), die von 1917 bis 1920 existierte, und deren Regierung sich offiziell immer noch im Exil befindet. Der Text der Hymne wurde am 30. Oktober 1919 von Makar Kaścevič unter dem Pseudonym Makar Kraŭcoŭ (Макар Краўцоў) verfasst, die Musik der Hymne komponierte Uladzimier Teraŭski (Уладзімер Тэраўскі). Das Lied diente unter anderem als Hymne während des Sluzker Aufstands gegen die Bolschewiken im Herbst 1920 und wird daher auch als „Marsch der Sluzker Brigaden“ bezeichnet.
| Kyrilliza: Мы выйдзем шчыльнымі радамі На вольны родны наш прастор. Хай воля вечна будзе з намі, А гвалту мы дамо адпор! Хай аджыве закамянелы Наш беларускі вольны дух; Штандар наш бел-чырвона-белы, Пакрыў сабой народны рух! На бой! За шчасьце і за волю Народу слаўнага свайго! Браты, цярпелі мы даволі. На бой! — усе да аднаго! Імя і сілу беларуса Няхай пачуе й бачыць той, Хто сьмее нам нясьці прымусы I першы выкліча на бой. Браты, да шчасьця мы падходзім: Хай гром грыміць яшчэ мацней! У крывавых муках мы народзім Жыцьцё Рэспублікі сваей! | Łacinka: My vyjdziem ščylnymi radami Na volny rodny naš prastor. Chaj vola večna budzie z nami, A hvałtu my damo adpor! Chaj adžyve zakamianieły Naš biełaruski vołny duch; Štandar naš bieł-čyrvona-bieły, Pakryŭ saboj narodny ruch! Na boj! Za ščaście i za volu Narodu słaŭnaha svajho! Braty, ciarpeli my davoli. Na boj! – Usie da adnaho! Imia i siłu biełarusaŭ Niachaj pačuje j bačyć toj, Chto śmieje nam niaści prymusy I pieršy vykliča na boj. Braty, da ščaścia my padchodzim: Chaj hrom hrymić jašče macniej! U kryvavych mukach my narodzim Žyćcio respubliki svajoj! | Deutsche Übersetzung: Wir werden marschieren in Reihen In unserem Land, weit und frei Die Freiheit sei ewig mit uns Und der Gewalt widersetzen wir uns Lang lebe unser tapferer Freier belarussischer Geist Unsere weiß-rot-weiße Fahne Deckt unsere Volksbewegung Auf in den Kampf! Für das Glück und die Freiheit Unseres ruhmreichen Volkes! Brüder, wir haben schon genug gelitten Auf in den Kampf! Ein für alle mal! Lass den Namen und die Stärke des Belarussen Gehört und gesehen werden Von dem, der über uns ungerecht herrscht Und uns zum Kampf herausfordert Brüder, lass uns dem Glück nähern Möge der Donner noch lauter grollen Aus blutiger Qual bringen wir Unserer Republik ein neues Leben! |

## Geschichte

Flagge der Weitßrutheinischen Volksrepublik und Belarus 1991–1995

In der Sowjetunion war Vajacki marš verboten; es gab jedoch Bestrebungen, den Text der kommunistischen Ideologie anzupassen, indem z. B. die Erwähnung des weiß-rot-weißen Banners durch die der sowjetischen Fahne ersetzt würden.
Nach der Unabhängigkeit von Belarus 1991 wurden sowohl das weiß-rot-weiße Banner als auch die Pahonia wieder benutzt. Vajacki marš wurde allerdings nicht wieder als Hymne eingeführt, sodass die Melodie der Hymne der Weißrussischen SSR weiterhin benutzt wurde. 2002 wurde ein neuer Text, My, Belarussy zur Hymne von Belarus.
Vajacki marš gilt bis heute als eine der Symbole der belarussischen Opposition gegen die Diktatur von Aljaksandr Lukaschenka.